# Benjamin Adams
Benjamin Willard Adams (31. března 1890, Newark, New Jersey – 14. března 1961, Neptune City, New Jersey) byl americký atlet, specialista na skoky z místa, držitel dvou medailí z Letních olympijských her 1912 ve Stockholmu.
Benjamin (Ben) Adams řadu let závodil za tým New York Athletic Club. Za stejný tým závodil i jeho starší bratr Platt, jehož výkonnost byla o něco vyšší než Benova, díky čemuž Benjamin nikdy nezískal žádný národní titul AAU a také na olympiádě 1912 ve Stockholmu byl Platt úspěšnější.

## Benjamin Adams na olympijských hrách 1912
V kvalifikaci skoku vysokého z místa na OH 1912 oba bratři ze svých kvalifikačních skupin postoupili s limitem 150 cm, který splnili další čtyři borci ze sedmnácti přihlášených. Ve finále zdolával Ben Adams všechny pokusy počínaje 130 cm na první pokus, po zdolaných 160 cm už však na výšce 163 cm třikrát shodil. V té chvíli už bratři bojovali mezi sebou, protože Konstantinos Tsiklitiras z Řecka skončil na 155 cm a získal bronzovou medaili. Platt nakonec oněch 163 cm skočil a v novém olympijském rekordu, který dosud platí (skoky z místa se již po válce na olympiádu nevrátily), získal titul olympijského vítěze. Bylo to jedinkrát v historii olympijské atletiky, aby bratři získali zlatou a stříbrnou medaili v téže disciplíně.
V kvalifikaci skoku do dálky byl nejlepší Řek Tsiklitiras s 337 cm, bratři skončili těsně za ním (Platt 332 cm, Ben 328 cm). Tito tři závodníci postoupili do finálové části, v níž měl Ben Adams skoky dlouhé 318, 323 a 328 cm, Platt se zlepšil na 336 cm, což znamenalo, že zvítězil řecký reprezentant a na Benjamina Adamse zbyla bronzová medaile.
Zatímco se Platt na olympiádě prezentoval ještě v trojskoku, Benjamin byl členem družstva, které se účastnilo ve Stockholmu turnaje v baseballu jako ukázkového sportu.